# Def Jam Recordings
Def Jam Recordings (també conegut simplement com a Def Jam) és un segell discogràfic estatunidenc propietat de l'empresa multinacional Universal Music Group. Té la seu a Manhattan i està especialitzat principalment en música rap, R&B contemporani, soul i pop.
El segell té una branca britànica amb seu a Londres coneguda com a 0207 Def Jam que actualment està gestionada per EMI Records. També té una filial amb seu a Johannesburg i Lagos de nom Def Jam Africa.

## Història
Def Jam va ser cofundat pel productor musical Rick Rubin a la seva habitació de Weinstein Hall de la Universitat de Nova York, i el seu primer llançament va ser un senzill del seu propi grup de punk rock Hose. Rubin va conèixer Russell Simmons a través del programa de televisió Graffiti Rock i el va reconèixer com «la cara del hip-hop»: «Tenia cinc anys més que jo i ja estava establert en el negoci de la música, i jo no tenia cap experiència». El segon senzill llançat com a Def Jam Recordings va ser «It's Yours» de T La Rock & Jazzy Jay, i a continuació «I Need a Beat» de LL Cool J i «Rock Hard» de Beastie Boys, ambdós el 1984. Els senzills es van vendre bé, i finalment van arribar a un acord de distribució amb CBS Records a través de Columbia Records l'any següent.
El 2025, el catàleg de Def Jam incloïa artistes com Gelo Ball, Justin Bieber, DJ Khaled, Alessia Cara, Big Sean, Dave East, Wale, Jeremih, Pusha T, Fabolous, Jhené Aiko, Coco Jones, LL Cool J, Public Enemy, YG, Bubu Banton, Benny the Butcher, Trinidad Cardona, Fredo Bang, Nasty C, Armani White i Hit-Boy entre d'altres.